# Brad Hall
Bradley Hall, noto Brad (Crawley, 16 novembre 1990) è un bobbista britannico.

## Biografia
Prima di dedicarsi al bob, Hall ha praticato il rugby dai 14 ai 16 anni, quando rivolse le proprie attenzioni all'atletica leggera nella disciplina del decathlon, gareggiando nei meeting di livello  nazionale dal 2010 al 2014.

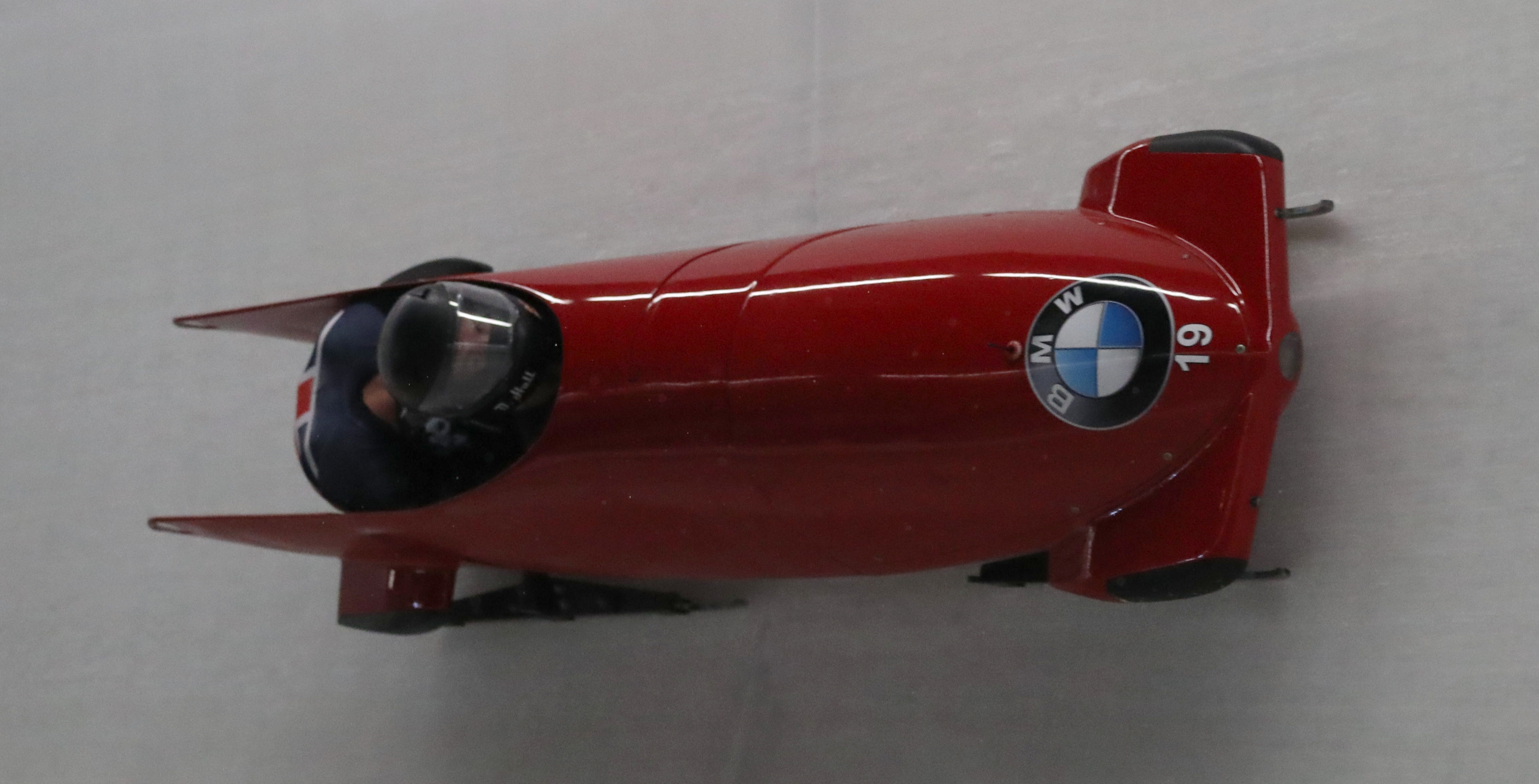
Brad Hall alla guida del bob a due ad Altenberg nel 2019, durante la terza tappa Coppa del Mondo 2018/19

Dal 2012 compete professionalmente nel bob per squadra nazionale britannica, inizialmente nel ruolo di frenatore. Debuttò in Coppa Europa a novembre 2012 e nel gennaio del 2015 Hall passò al ruolo di pilota, esordendo in Coppa del Mondo a metà della stagione 2014/15, il 31 gennaio 2015 a La Plagne, classificandosi diciannovesimo nel bob a due; centrò il suo primo podio il 18 novembre 2017 a Park City, al secondo appuntamento della stagione 2017/18, quando fu terzo nel bob a quattro con Bruce Tasker, Joel Fearon e Gregory Cackett. Il 18 gennaio 2020 a Innsbruck, quinto appuntamento della stagione 2019/20, conquistò con Greg Cackett il primo podio in assoluto ottenuto da un equipaggio britannico in Coppa del Mondo nel bob a due, terminando la gara al secondo posto dietro alla coppia tedesca formata da Francesco Friedrich e Thorsten Margis. Detiene quali migliori piazzamenti in classifica generale l'ottavo posto nel bob a due e il dodicesimo nella combinata maschile, ottenuti nella stagione 2019/20, e il dodicesimo nel bob a quattro, raggiunto nel 2017/18. 
Partecipò ai giochi olimpici di Pyeongchang 2018, dove si piazzò dodicesimo nel bob a due e diciassettesimo nel bob a quattro.

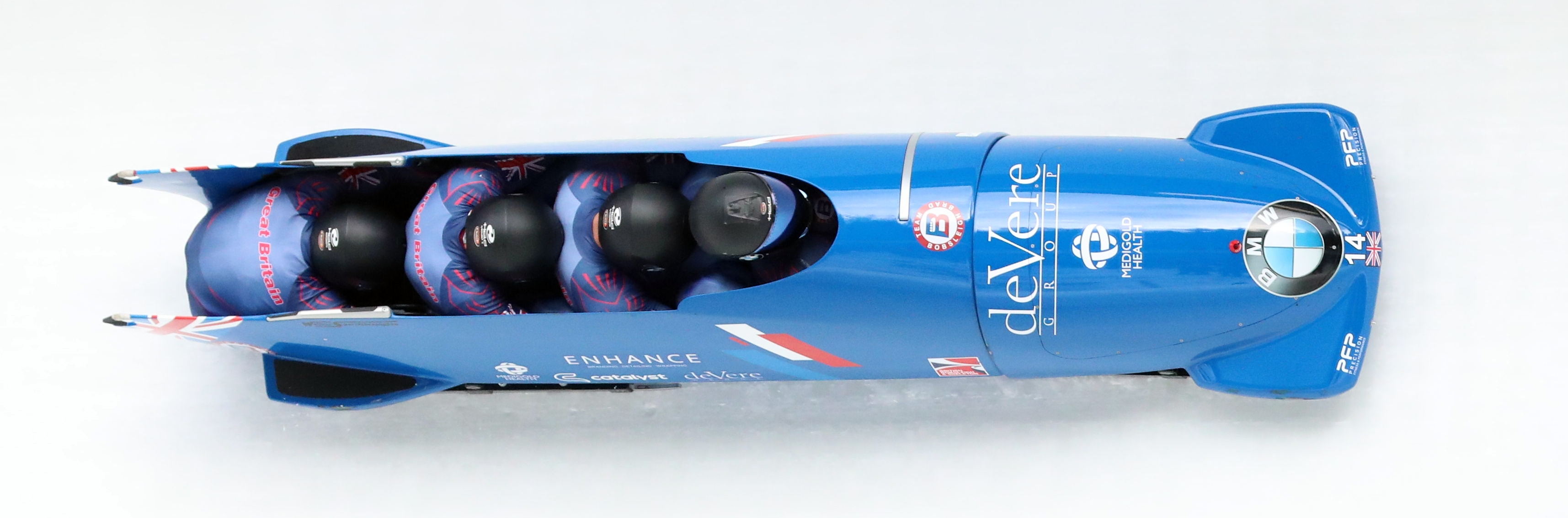
Brad Hall alla guida del bob a quattro ai campionati mondiali di Altenberg 2020

Ha inoltre preso parte a sei edizioni dei campionati mondiali. Nel dettaglio i suoi risultati nelle prove iridate sono stati, nel bob a due: diciassettesimo a Innsbruck 2016, ventottesimo a Schönau am Königssee 2017, quarto a Whistler 2019, sedicesimo ad Altenberg 2020 e undicesimo ad Altenberg 2021; nel bob a quattro: undicesimo (da frenatore) a Innsbruck 2016, gara non conclusa a Schönau am Königssee 2017, tredicesimo a Whistler 2019 e settimo ad Altenberg 2020, non partito nella terza manche ad Altenberg 2021 e medaglia d'argento a Sankt Moritz 2023.
Agli campionati europei ha vinto la medaglia d'oro nel bob a quattro ad Altenberg 2023.

## Palmarès

### Mondiali
- 1 medaglia:
  - 1 argento (bob a quattro a Sankt Moritz 2023).

### Europei
- 1 medaglia:
  - 1 oro (bob a quattro ad Altenberg 2023).

### Coppa del Mondo
- Miglior piazzamento in classifica generale nel bob a due maschile: 3º nel 2022/23;
- Miglior piazzamento in classifica generale nel bob a quattro maschile: 2º nel 2022/23;
- Miglior piazzamento in classifica generale nella combinata maschile: 3º nel 2022/23;
- 17 podi (8 nel bob a due, 9 nel bob a quattro):
  - 3 vittorie (tutte nel bob a quattro);
  - 11 secondi posti (6 nel bob a due, 5 nel bob a quattro);
  - 3 terzi posti (2 nel bob a due, 1 nel bob a quattro).

#### Coppa del Mondo - vittorie
| Data             | Luogo       | Paese       | Disciplina                                                   |
| ---------------- | ----------- | ----------- | ------------------------------------------------------------ |
| 18 dicembre 2022 | Lake Placid | Stati Uniti | a quattro con Arran Gulliver, Taylor Lawrence e Greg Cackett |
| 15 gennaio 2023  | Altenberg   | Germania    | a quattro con Arran Gulliver, Taylor Lawrence e Greg Cackett |
| 22 gennaio 2023  | Altenberg   | Germania    | a quattro con Arran Gulliver, Taylor Lawrence e Greg Cackett |

### Circuiti minori

#### Coppa Europa
- Miglior piazzamento in classifica generale nel bob a due: 15º nel 2015/16;
- Miglior piazzamento in classifica generale nel bob a quattro: 33º nel 2015/16 e nel 2016/17;
- Miglior piazzamento in classifica generale nella combinata maschile: 23º nel 2015/16;
- 1 podio (nel bob a quattro):
  - 1 secondo posto.

#### Coppa Nordamericana
- Miglior piazzamento in classifica generale nel bob a due: 8º nel 2018/19;
- Miglior piazzamento in classifica generale nel bob a quattro: 5º nel 2018/19;
- Miglior piazzamento in classifica generale nella combinata maschile: 5º nel 2018/19;
- 2 podi (nel bob a quattro):
  - 1 secondo posto;
  - 1 terzo posto.